# 예선로

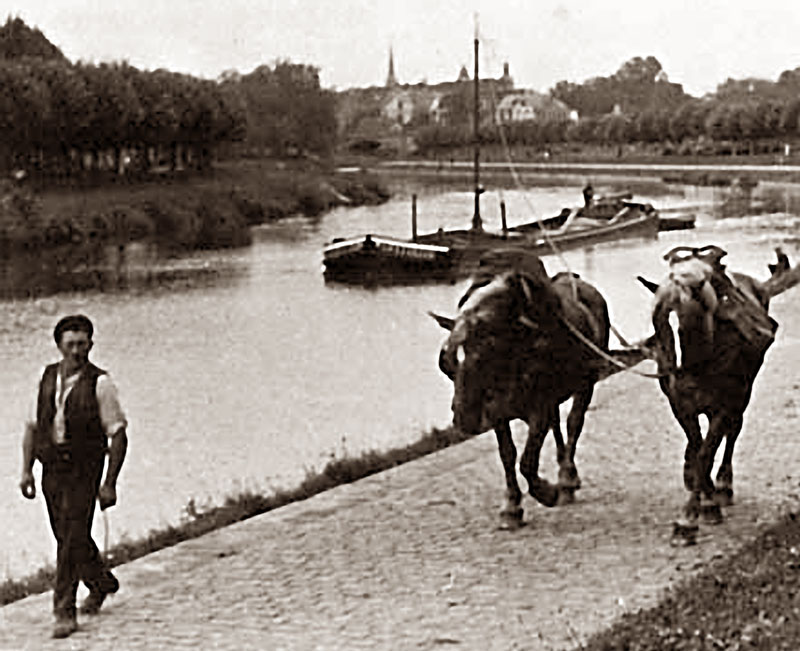
독일 피노우 운하의 예선로

예선로 (曳船路)는 하천, 운하 등 내륙 수로를 운항하는 선박을 예인하기 위해 호안을 따라 나있는 길이다. 산업 혁명 이전에 개발된 수로에서 운하 터널, 교량 등의 구조물이나 역풍, 역류 등의 환경으로 인해 선박이 자력으로 운항할 수 없는 경우 동물이나 인간의 힘으로 예인하기 위해 설치되었다. 산업 혁명 이후 선박에 엔진이 장착되었고 철도 수송이 발달하면서 예선로는 대부분 본래의 기능을 상실하고 도로나 산책로 등으로 전용되었다.

## 역사

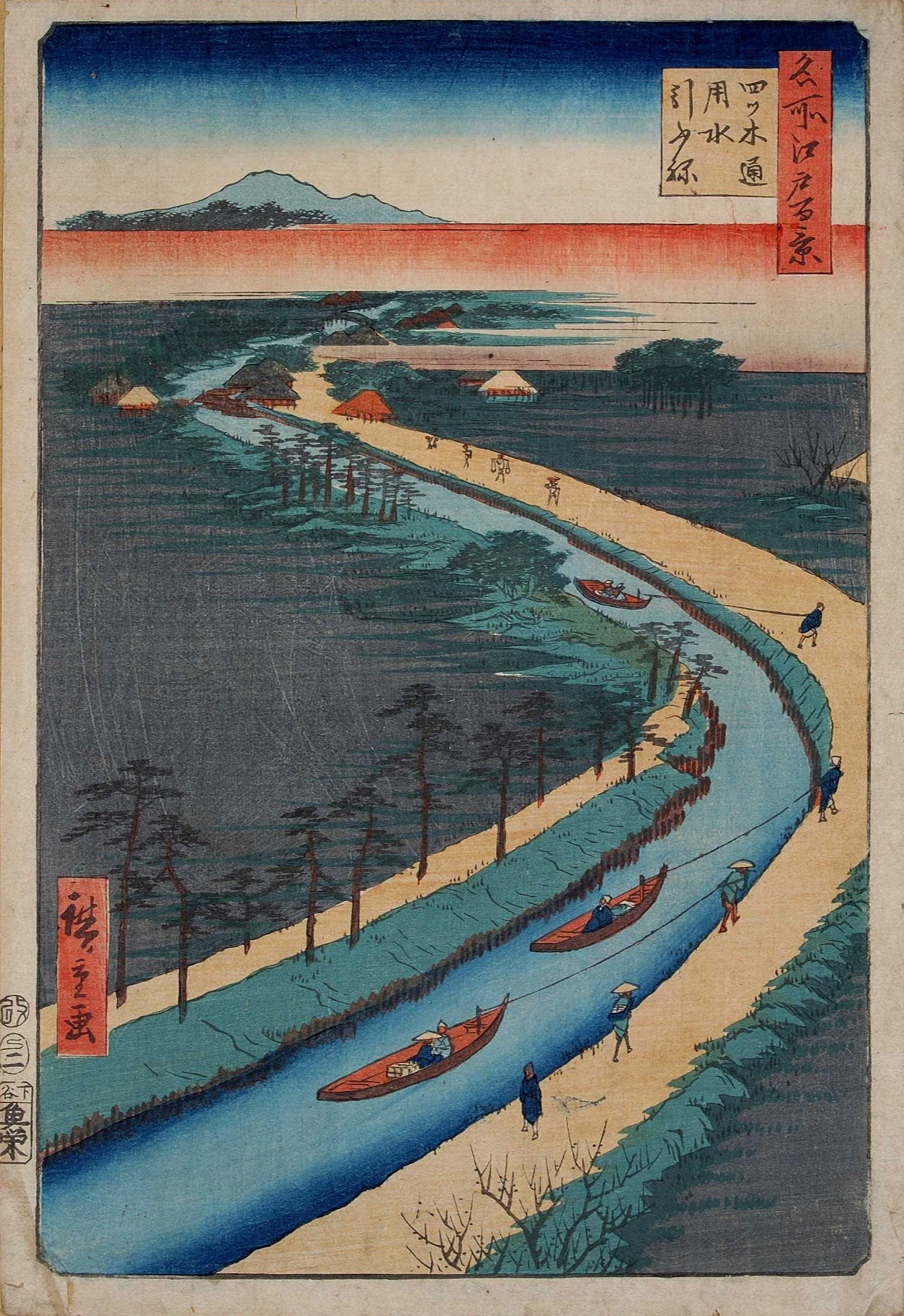
일본 에도 시대 히키후네 강의 예선로 (『명소 에도 백경』)

## 목록

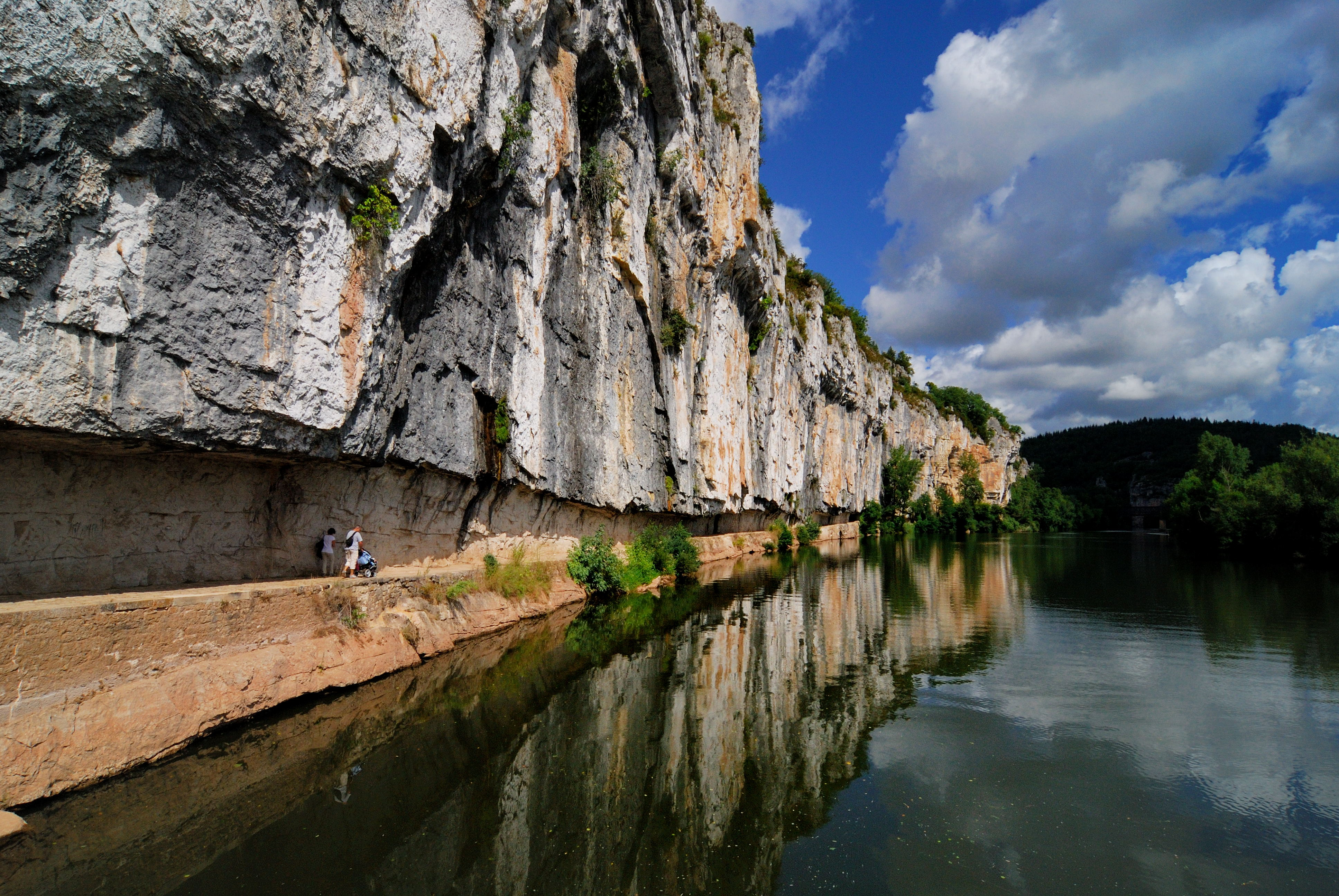
프랑스 로 강의 절벽 바위를 깎아서 낸 예선로

- 이리 운하
- 일리노이 미시간 운하
- 템스강